# Крістал Стіл
Крі́стал Стіл (англ. Krystal Steal; нар. 29 листопада 1982 року, Орандж, Каліфорнія, США) — колишня американська порноакторка.

## Біографія
Має нідерландське, ірландське та шотландське походження.
В 17 років заробляла стриптизом, використовуючи підроблене посвідчення особи. У порноіндустрії дебютувала 2001 року.
У вересні 2007 року Стіл оголосила, що повністю припинила зніматися.
Налічується 92 офіційних фільмів з її участю.

## Нагороди
- 2003 AVN Award номінація — Найкраща лесбійська сцена (Four Finger Club 21)[4]
- 2004 Nightmoves Award — Старлетка року[5]
- 2006 AVN Award номінація — Найкраще виконання (My Plaything: Krystal Steal)[6]
- 2006 AVN Award номінація — Найкраща лесбійська сцена (Krystal Method)[6]
- 2006 AVN Award номінація — Найкраща сцена коїтусу (Krystal Method)[6]
- 2007 AVN Award номінація — Найкраща сцена коїтусу (Jenna's Provocateur)[7][8]